# Théodose d'Arles
Pour les articles homonymes, voir Théodose.
Théodose (av.632 - ap.650),  dit aussi Teudosi, Theodosius ou Theodoric, a été archevêque d’Arles (av.632-ap.650).

## Biographie
Théodose figure sur les diptyques épiscopaux mais est très peu connu. 
Il gouverne déjà le diocèse d’Arles quand il participe le 12 août 632 aux funérailles de sainte Resticula ou Resticule, abbesse du monastère Saint-Jean. 
Au concile de Chalon-sur-Saône (650) auquel assistent la plupart des évêques de Provence, ainsi que les métropolitains de Lyon, Vienne, Rouen, Sens, Bourges et Besançon, Théodose est convoqué, mais il ne s’y présente pas,. Accusé de plusieurs crimes et de mauvaise conduite, le prélat arlésien est suspendu de toutes fonctions épiscopales en 650. D’après H. Clair, Théodose aurait entendu lire, dans sa propre cathédrale, la décision du concile le condamnant comme hérétique. D’après certains, Théodose se rend alors à Rome où il obtient le pardon du pape Vitalien (657-672) qui l’envoie en pénitence prêcher en Angleterre.
Gilles Duport croit qu’il y meurt. Pour d’autres, on ignore combien de temps il vécut encore, et ce qu’il fit. 
Toutefois dans une charte datée de 664, rapportée par Pitton dans les Annales de l’église d’Aix,  il apparait que Théodose est toujours évêque d’Arles à cette date. Cependant cette information, c’est-à-dire la date de 664, doit être prise avec précaution car il y des actes de son successeur, Jean Ier, datés de 658 et 659. Mais il y a plus troublant. D’après l’historien Jean-Pierre Papon, un certain Théodore (et non Théodose) sacré évêque de Cantorbéry par le pape Vitellien, aurait été reçu par Jean Ier avant son départ en Angleterre au plus tôt vers 657. Ce Théodore serait-il le Théodose envoyé en pénitence en Angleterre ?

### Sources
- Gilles Duport - Histoire de l’Église d’Arles – 1690
- Louis Duchesne - Fastes épiscopaux de l’ancienne Gaule (2e éd.)
- Jean-Pierre Papon - Histoire générale de Provence - Moutard, 1777
- Joseph Hyacinthe Albanés - Gallia christiana novissima
- Jean-Maurice Rouquette (sous la direction de) -  ARLES, histoire,territoires et cultures - Imprimerie nationale éditions, Paris, 2008 -  (ISBN 978-2-7427-5176-1)